# الاتحاد الدولي لعلوم وتكنولوجيا الأغذية
الاتحاد الدولي لعلوم وتكنولوجيا الأغذية International Union of Food Science and Technology (IUFoST) ( /ˈaɪjuːfɒst/ EYE-yoo-fost هو منظمة علمية عالمية وصوت علوم وتكنولوجيا الأغذية يمثل أكثر من 300 ألف عالم من علماء الأغذية والمهندسين والتقنيين. من خلال عملها في أكثر من 100 دولة. وهي جمعية تطوعية غير ربحية للمنظمات الوطنية لعلوم الأغذية. الاتحاد هو الممثل العلمي الوحيد المنتخب لعلوم وتكنولوجيا الأغذية في مجلس العلوم الدولي (ISC)، ويتم انتخابه من قبل أقرانه عبر التخصصات العلمية. وهي الممثل العالمي الوحيد لعلوم وتكنولوجيا الأغذية لدى منظمات بارزة مثل منظمة الصحة العالمية (WHO)، ومنظمة الأغذية والزراعة (FAO) التابعة للأمم المتحدة، وبرنامج الأمم المتحدة الإنمائي (UNDP)، وهيئة الدستور الغذائي( CODEX Alimentarius ). يقع المقر الرئيسي لأمانة الاتحاد الدولي لعلوم وتكنولوجيا الأغذية في كندا.

## الخلفية
تم استكشاف جدوى إنشاء منظمة دولية لعلماء وتقنيي الأغذية مكرسة للاحتياجات الغذائية لشعوب العالم بشكل غير رسمي خلال المؤتمر الدولي الأول لعلوم وتكنولوجيا الأغذية (1962) الذي عقد في لندن. كان رئيس المؤتمر هو اللورد رانك الذي بلور المناقشات غير الرسمية التي كانت تجري بالفعل بين عدد من علماء الأغذية من جميع أنحاء العالم عندما ذكر في رسالته الرئاسية: "إذا كانت إمكانات... علوم وتكنولوجيا الأغذية... إذا بلغت ذروتها وكافية من الناحية التغذوية، فيجب أن يكون هناك تعاون دولي." ومن المؤتمر نشأت اللجنة الدولية لعلوم وتكنولوجيا الأغذية.
وقد توج عمل هذه اللجنة بالافتتاح الرسمي للاتحاد الدولي لعلوم وتكنولوجيا الأغذية خلال المؤتمر الدولي الثالث لعلوم وتكنولوجيا الأغذية الذي انعقد عام 1970 في واشنطن في الولايات المتحدة الأمريكية. تمت الإشارة إلى اجتماع عام 1970 في واشنطن العاصمة بالولايات المتحدة باسم "SOS/70" حيث تشير SOS إلى العلم والبقاء Science and Survival.

## مشاركة الناتو في مفهوم IUFoST
عام 1960 نظمت العديد من الجمعيات العلمية البريطانية وحكومة المملكة المتحدة مؤتمر في لندن تقديراً للذكرى المئوية لقانون الغذاء والدواء لعام 1860 (المملكة المتحدة). وكان أيضا الذكرى السنوية الـ 150 لنشرة أبيرت حول حفظ الأطعمة في حاويات محكمة الغلق.
في الأسبوع السابق لمؤتمر الغذاء والدواء، عقد البروفيسور جون هوثورن ندوة حول التطورات الحديثة في علوم الأغذية في كلية غلاسكو الملكية للعلوم والتكنولوجيا، والتي تحولت فيما بعد إلى جامعة ستراثكلايد. [تم نشر الإجراءات، التي قام بتحريرها البروفيسور هوثورن وزميله ج. مويل ليتش، في عام 1962 من قبل بتروورثس]. وقد تم تمويل ندوة غلاسكو، التي دُعي إليها علماء الأغذية من العديد من الدول، بمنحة كبيرة من مكتب المستشار العلمي لمنظمة حلف شمال الأطلسي. خلال الخمسينيات والستينيات من القرن العشرين، أبدى حلف شمال الأطلسي اهتمامًا كبيرًا بتكنولوجيا الغذاء. أجرى مختبر أبحاث الغذاء والتغذية في تورونتو، دراسة موسعة لصالح منظمة حلف شمال الأطلسي حول تخزين كميات كبيرة من الحبوب الغذائية، وفحص الطرق البديلة التي تؤدي إلى التخزين في مواقع متفرقة.

## إعلان بودابست
استجابة للتحول في التركيز البحثي بين علماء الأغذية والتقنيين نحو مكافحة مشاكل الجوع المزمنة في العالم الأقل نموا، أصدر الاتحاد الدولي لتكنولوجيا الأغذية والتكنولوجيا "إعلان بودابست" خلال جمعيته العامة التاسعة في بودابست، هنغاريا، 1995. بالإشارة إلى المنظمة الدولية المشتركة بين منظمة الأغذية والزراعة ومنظمة الصحة العالمية وفي مؤتمر التغذية (روما، 1992) وإعلانه العالمي بشأن التغذية، أعلن الاتحاد الدولي لعلوم وتكنولوجيا الأغذية عزمه على تقليل الجوع والحد من جميع أشكال سوء التغذية في جميع أنحاء العالم. وللقيام بذلك، أعلن الاتحاد الدولي لعلوم وتكنولوجيا الأغذية التزامه بالعمل مع جميع المنظمات الأخرى لضمان الرفاهية التغذوية المستدامة لجميع الناس في عالم يسوده السلام والعدل والآمن بيئيا. واعترف الإعلان كذلك بالدور المركزي لعلوم وتكنولوجيا الأغذية في ضمان توافر كمية ومتنوعة من الأغذية الآمنة والصحية على مدار العام لتلبية الاحتياجات الغذائية لسكان العالم المتزايدين. ومن شأن هذا الإعلان أن يوجه سياسة عمل الاتحاد ايضا على مدى الخمسة عشر عامًا القادمة.

## إعلان كيب تاون
خلال الجمعية العامة الثالثة عشرة الاتحاد الدولي لعلوم وتكنولوجيا الأغذية لعام 2010 في كيب تاون في جنوب أفريقيا، اعتمدت الجمعية العامة للاتحاد الدولي لتكنولوجيا المعلومات ""إعلان كيب تاون" الذي يحدد التزاماته تجاه سلامة الأغذية والأمن الغذائي وتعليم علوم الأغذية. واعترف بالعمل السابق الذي تم تنفيذه منذ إعلان بودابست مع تحديد سياسة العمل المستقبلي لـلاتحاد مع صناعة علوم وتكنولوجيا الأغذية العالمية.

## البرامج والإنجازات
وباعتبارها منظمة عالمية لعلوم وتكنولوجيا الأغذية، يتمتع الاتحاد بمركز استشاري خاص لدى منظمة الأغذية والزراعة. ايضا يعمل الاتحاد بشكل وثيق مع الإدارات ذات الصلة في منظمة الصحة العالمية، ومنظمة الأمم المتحدة الوطنية للتنمية الدولية (UNIDO)، والعديد من المنظمات الدولية الأخرى في سياق "تعزيز علوم وتكنولوجيا الأغذية من أجل الإنسانية".
• تحفيز تبادل المعرفة في المجتمع الدولي لعلوم وتكنولوجيا الأغذية من خلال المجلة الإلكترونية "عالم علوم الأغذية"، والمراجعة السنوية لحالة علوم وتكنولوجيا الأغذية العالمية، والكتب المدرسية، وأوراق مراجعة المؤتمر العالمي ودليل الجوع الذي يطبق علوم وتكنولوجيا الأغذية لتحسين التغذية وتعزيز التنمية الوطنية.
تنشر IUFoST الكتاب المدرسي الأساسي لعلوم وتكنولوجيا الأغذية لعلوم وتكنولوجيا الأغذية، "علوم وتكنولوجيا الأغذية"، الذي نشرته وايلي بلاكويل.

## الأنشطة الرئيسية لـلاتحاد
- مؤتمر الأغذية العالمي الذي يعقد مرة كل سنتين: يعقد الاتحاد مؤتمر الغذاء العالمي القادم في ريميني، إيطاليا في عام 2024 في الفترة من 8 سبتمبر إلى 12 سبتمبر.
- المشاركة في الندوات الإقليمية (2011-2012)''
- '''نشرات المعلومات العلمية لـ IUFoST (SIBs)''

## المجموعات التأديبية
تشكل الهيئات المتخصصة الدولية مجموعات تأديبية تحت مظلة الاتحلد. وتشمل هذه المنظمات حاليًا الجمعية الدولية لمهندسي الأغذية (ISFE)، والجمعية الدولية للمغذيات والأغذية الوظيفية (ISNFF)، والندوة الدولية حول خصائص المياه (ISOPOW)، والتعاون الدولي لبحوث الأغذية (IFRC)، والجمعية الدولية لمهندسي الأغذية (ISOPOW). التطبيقات الغذائية لعلوم النانو (ISFANS).

## المؤتمرات العالمية
| #   | السنة | المدينة        | البلد                             |
| --- | ----- | -------------- | --------------------------------- |
| 22. | 2024  | ريميني         | إيطاليا                           |
| 21. | 2022  | سنغافورة       | سنغافورة                          |
| 20. | 2020  | أوكلاند        | نيوزيلندا (تم الغاءه بسبب الوباء) |
| 19. | 2018  | مومباي         | الهند                             |
| 18. | 2016  | دبلن           | أيرلندا                           |
| 17. | 2014  | مونتريال       | كندا                              |
| 16. | 2012  | فوز دو إيغواسو | البرازيل                          |
| 15. | 2010  | كيب تاون       | جنوب إفريقيا                      |
| 14. | 2008  | شانغهاي        | الصين                             |
| 13. | 2006  | نانت           | فرنسا                             |
| 12. | 2003  | شيكاغو         | الولايات المتحدة                  |
| 11. | 2001  | سول            | كوريا الجنوبية                    |
| 10. | 1999  | سيدني          | أستراليا                          |
| 9.  | 1995  | بودابست        | المجر                             |
| 8.  | 1991  | تورونتو        | كندا                              |
| 7.  | 1987  | سنغافورة       | سنغافورة                          |
| 6.  | 1983  | دبلن           | أيرلندا                           |
| 5.  | 1978  | كيوتو          | اليابان                           |
| 4.  | 1974  | مدريد          | إسبانيا                           |
| 3.  | 1970  | واشنطن العاصمة | الولايات المتحدة                  |
| 2.  | 1966  | وارسو          | بولندا                            |
| 1.  | 1962  | لندن           | المملكة المتحدة                   |